# Asplenium correardii
Asplenium correardii är en svartbräkenväxtart som beskrevs av Tard. Asplenium correardii ingår i släktet Asplenium och familjen Aspleniaceae. Inga underarter finns listade.